# 原田大二郎
原田 大二郎（はらだ だいじろう、1944年4月5日 - ）は、日本の俳優。本名同じ。
神奈川県横浜市生まれ、山口県育ち。明治大学法学部卒業。文学座出身。プロデューサープレイヤー、舞プロモーションを経て、個人事務所ロビンフッド・アーチスツを設立。俳優・歌手の高橋元太郎の所属事務所アネモイエンタテインメントに所属（メンバー）している。
2001年から2010年までは明治大学特別招聘（）教授として朗読を指導していた。妻は英文学者で第5代東洋学園大学元学長の原田規梭子。女優で元AKB48の岩田華怜は大姪（姉の孫）。

## 来歴
横浜で生まれ。2歳のとき、山口県に住む伯父の養子となる。上関町八島、田布施町城南（現在・宿井）、平生町佐賀、光市脇田（現在・光井4丁目）などに居住した。山口県立熊毛南高等学校を経て、1967年に明治大学法学部を卒業後、劇団文学座に入座した。役者になったきっかけは、英語ぐらい喋れるようになろうと英語劇に参加したことで、「芝居は面白いなあ」と感じたことという。
1970年、『エロス+虐殺』で映画デビューし『橋のない川 第二部の後、新藤兼人監督が1968年に起きた連続射殺事件（警察庁広域重要指定108号事件）の犯人である永山則夫を描いた映画『裸の十九才』で初主演を果たし、エランドール新人賞を同時に獲得する。
1975年にテレビドラマ『Gメン'75』の関屋一郎警部補役で、全国に名前を知られるようになる。しかしあまりに藤田美保子のアップが多いことに不満を持った原田が、まず夏木陽介に相談した。夏木からは、それは自分ではどうすることもできないので、プロデューサーの近藤照男に言いなさいと言われ、原田が近藤のところに改善を求めに直談判に行くと、近藤から「不満があるなら来なくていい」と突き放され、短期の出演・殉職という形で番組から降板することとなった。
映画『蒲田行進曲』（橘役）、『敦煌』（敦煌市などでロケ）に出演した。舞台は『アンナ・カレーニナ』に始まり『幻に心もそぞろ狂おしの我ら将門』『ジュリアス・シーザー』『十二夜』『喜劇おためし遊ばせ』『喜劇耳かきお蝶』など。また『にごり江』『王女メディア』『マクベス』『夏の夜の夢』など、演出家蜷川幸雄のもとで行うことも多い。宮崎駿監督『ハウルの動く城』の犬・ヒン役でも話題になった。
1978年10月公開の角川映画、『野性の証明』に味沢岳史（あじさわたけし）（演、高倉健）の監視役・渡会登役で、参加した。
1985年に公開された邦画『哀しい気分でジョーク』に出演し、共演したビートたけしから、その演技力や個性を評価され、その後のバラエティの道へ開眼したことをラジオ番組にて告白した。その映画共演の関係から、1980年代後半に『天才・たけしの元気が出るテレビ!!』に幸福配達人として出演し、気さくでひょうきんなキャラクターが受け、バラエティ番組やレポーターなどで活躍の機会が増える。
2001年から2010年までは、明治大学で特別招聘教授として朗読を指導していた。2004年から2010年までは明治大学文化プロジェクトを立ち上げ、受講の学生を中心にシェイクスピア劇の上演を監修していた。指導に約150日を費やす作業であった。
2010年7月の第22回参議院議員通常選挙の山口県選挙区（定数1）に民主党公認、国民新党推薦で立候補したが、自民党公認候補の岸信夫に敗れた。その後は、俳優業に戻っている。
2020年より、打楽器奏者、佐藤正治とのユニット〜朗読とパーカッションの新世界〜で、朗読と音が一体となった、唯一無二の舞台公演を、各地で行っている。

## 人物
バラエティ番組で見せるキャラクターから「うるさいおじさん」と言われることもある反面、情にもろいところもある。地元・山口の放送局の番組に積極的に出演している。その縁で懇意にしていた山口放送アナウンサー・井上雪彦が急死したときは、急遽駆けつけ葬儀参列後、追悼番組に出演した。自筆の追悼文を読み上げた際に、嗚咽が止まらず、号泣していた。
演技においては、演じる人物が積み重ねてきた日常を滲ませることが重要であるといい、本番で積み重ねたものを開放することでどこから撮られても大丈夫な演技になると述べている。また、演技自体は60歳を過ぎてからわかってきたとも語っている。
中学校・高校での2年先輩に当たる朝日放送テレビアナウンサーの道上洋三とは、在学当時から交流がある。道上の冠番組『おはようパーソナリティ道上洋三です』（ABCラジオ）へたびたびゲストで出演した。2012年8月13日（月曜日）から17日（金曜日）までは、夏季休暇中の道上に代わって、同番組のパーソナリティを務めている。なお、原田が（ラジオ・テレビを通じて）生放送の帯番組を取り仕切るのは、この時が初めてだった。また阪神タイガースが勝利した翌日には、同球団のファンとして知られる道上に倣って、生放送中に同球団の公式応援歌「六甲おろし」を披露している。
旅好きとしても知られる。旅好きになったきっかけは、青年時代にテレビで見ていた『すばらしい世界旅行』。こうした関係で2006年12月15日、『週刊お宝TV』（NHK BS2）で『すばらしい世界旅行』が特集された際、ゲストとして出演した。
児童文学作家の那須正幹とは、那須が原作の映画『ズッコケ三人組』に共演して以来の親友であり、同名のテレビドラマやテレビアニメの声優も務めている。
囲碁が趣味で、1995年には『NHK囲碁講座』「美香の見合い大作戦」に吉田美香とともに出演した。武宮正樹に師事し、のちに小林千寿とも共演し、小川誠子ら囲碁棋士との交流も深い。
「いじめ問題」の解決に意欲的であり、長男が中学時代に一部の同級生たちからいじめに遭っていたことを告白し話題となった。また上記のいじめに立ち向かった体験を妻と共に執筆し、講演活動も行っている。
山口県光市光井と東京を往復在住し舞台活動を軸に活動している。
山口県をPRする「山口ふるさと大使」に山口県知事・二井関成から委嘱されている。

## 出演

### テレビドラマ
- 若い恋人たち（1969年、CX）
- お登勢（1971年、TBS） - 津田貢
- 天皇の世紀（1971年、朝日放送） - 高杉晋作
- 大河ドラマ / 新・平家物語（1972年、NHK） - 平重盛
- 荒野の素浪人 第1シリーズ 第22話「待ち伏せ 国境い夜叉神峠」（1972年、NET） - 市ノ瀬兵吾
- 鬼平犯科帳 第2シリーズ 第19話「刃傷以后」（1972年、NET / 東宝） - 辻又五郎
- 冬物語（1972年 - 1973年、NTV）
- 大岡越前（TBS / C.A.L）
  - 第3部（1972年 - 1973年） - 南町奉行所与力・池田大助
  - 第12部 - 第13部（1991年 - 1993年） - 南町奉行所同心・筧甚八
- 赤ひげ 第9話「阿芙蓉」（1972年、NHK）
- 白雪劇場 川端康成名作シリーズ / 雪国（1973年、CX）
- 銀座わが町（1973年 - 1974年、NHK） - 主役の相手（ぎんざ亭の孫）
- 水滸伝（1973年 - 1974年、NTV） - 花栄
- さよなら・今日は（1973年 - 1974年、NTV） - 吉良太郎
- 追跡 第11話「不道徳な天使」（1973年、KTV）
- 大河ドラマ / 勝海舟（1974年、NHK） - 千葉重太郎
- 水もれ甲介（1974年、NTV / ユニオン映画） - 三ッ森輝夫
- 夜明けの刑事　第27話「夢の新幹線殺人事件」（1975年、TBS）
- Gメン'75 第1話「エアポート捜査線」 − 第33話「1月3日 関屋警部補・殉職」（1975年5月24日 − 1976年1月3日、TBS） − 関屋一郎警部補[注釈 3]（第24話-第31話 未出演）
- ナショナルゴールデン劇場 / 七色とんがらし （1976年、NET） - 鮫島研次
- 江戸特捜指令（1976年、MBS） - 辰
- ドラマ人間模様 / 火の路 （1976年、NHK）
- 大江戸捜査網（12ch→TX）
  - 第290話「恐怖の無差別殺人」（1977年） - 片倉太三郎
  - 第449話「戦慄 爆薬を抱く男」（1980年） - 坂本伊織（弥之助）
  - 第479話「死神に出会った色事師」（1981年） - 源次 / 新吉
- グランド劇場 / 秋日記（1977年、NTV） - 主役の弟
- 江戸の旋風III 第50話「いま、新しい旅立ち」（1977年、CX / 国際放映/ 東宝） - 卯月一之
- 柳生十兵衛（1978年、12ch） - 柳生十兵衛
- 横溝正史シリーズII / 真珠郎（1978年、MBS / 映像京都） - 椎名肇
- 江戸の牙 第5話「悲壮 命買います」（1979年、ANB） - 高木真吾
- そば屋梅吉捕物帳 第7話「情無用の帰り船」（1979年、12ch / 国際放映） - 浅井征一郎
- 鬼平犯科帳（ANB / 東宝） 
  - 第1シリーズ 第8話「おしま金三郎」（1980年） - 松浪金三郎
  - 第3シリーズ 第9話「梅雨の湯豆腐」（1982年） - 時次郎
- 噂の刑事トミーとマツ 第1シリーズ 第42話「サッチが結婚 トミー激祝 マツ激怒」（1980年、TBS)
- 太陽にほえろ! 第438話「取調室」（1980年、東宝 / NTV） - 草野啓一（弁護士）
- 土曜劇場 / 陽気な逃亡（1980年、CX） - 健 役
- 特捜最前線 第192話「張込み・靴を磨く刑事!」（1981年、ANB）
- 秘密のデカちゃん 第16話「ノラ猫もあっと驚く熱いチュウ」（1981年、TBS） - 大川
- 土曜ワイド劇場
  - 江戸川乱歩の美女シリーズ 第15作「鏡地獄の美女 江戸川乱歩の『影男』」（1981年、ANB） - 鮎沢影一
  - 京都の芸者弁護士事件簿 第2作（1998年、ABC） - 神辺昭三
  - タクシードライバーの推理日誌 第12作「殺意のハンドル」（2000年、ANB） - 沼田泰三
  - 終着駅シリーズ 第12作「夜行列車」（2000年、ANB） - 浜村隆英
  - 完全犯罪の女 第1作「2000年の完全犯罪に挑む二人の女」（2000年、ANB） - 白井竜彦
  - 鉄道捜査官 第12作「伊勢鉄道、引き返せない単線列車からの脱出トリック!!」（2011年、EX） - 合田信之
- 闇を斬れ（1981年、KTV） - 田沼意知
- 暴れん坊将軍シリーズ（ANB / 東映）
  - 吉宗評判記 暴れん坊将軍 第184話「影に踊らされた男」（1981年） - 保本左近
  - 暴れん坊将軍II
    - 第10話「泣くな吉宗 大江戸無情」（1983年） - 筑波又十郎
    - 第100話「青春（はる）よさらば! 北の恋唄」（1985年） - 川勝丹波
- 江戸の用心棒 第22話「惚れた女の泣きぼくろ」（1981年、CX / 東宝 / 映像京都） - 新田左門
- 斬り捨て御免! 第2シリーズ 第11話「狼どもの血祭り仁義」（1981年、12ch / 歌舞伎座テレビ） - 伊之助
- 12時間超ワイドドラマ / 竜馬がゆく（1982年、TX） - 近藤長次郎（饅頭屋）
- 花王 愛の劇場（TBS）
  - 秘密（1982年） - 主役の相手
  - 忘却の愛（1985年）
- 源九郎旅日記 葵の暴れん坊 第20話「燃やせ玄海 男の炎」（1982年、ANB / 東映） - どくろ一角
- 時代劇スペシャル（CX）
  - 闇の傀儡師（1982年） - 細田民之丞
  - 地獄の左門十手無頼帖 将軍暗殺（1983年） - 倉沢陣十郎
- 銭形平次（1983年、CX）
  - 第862話「御定法七十二条添書」 - 幸吉
  - 第883話「盗まれた殺人計画」 - 清太郎
- 若草学園物語（1983年、NTV） - 横川教頭
- 長七郎江戸日記 第1シリーズ（NTV / ユニオン映画）
  - 第1話「風流双面草紙」（1983年） - 牧野主膳
  - 第38話「風魔一族の陰謀」（1984年） - 深草中将
- ただいま絶好調! 第5話「監獄ロック」（1985年、ANB / 石原プロ）
- 遠山の金さんII 第12話「冬の女絶唱・君死にたまうこと勿れ!」（1986年、ANB / 東映）
- ジャンプアップ!青春（1986年、NTV） - 宮本達三（女子アイスホッケー部の部長）
- 夫婦関係（1986年、NTV） - 主役の夫
- 痛快!OL通り（1986年、TBS） - 黒木部長
- 君の瞳をタイホする!（1988年、CX） - 松平裕之
- CAT'S EYE キャッツ・アイ ミッドナイトは恋のアバンチュール（1988年） - 銭也狂蔵（クルーガー）
- 君の瞳に恋してる!（1989年、CX） - 大場俊幸
- 必殺スペシャル・新春 大暴れ仕事人! 横浜異人屋敷の決闘（1990年1月3日、ABC） - 平木武兵衛
- 付き馬屋おえん事件帳 第1シリーズ 第1話「女涙の初恋始末」（1990年、TX）
- 芸能社会（1990年、TBS） - 榊寛夫（主役グループ）
- 火曜ミステリー劇場 / 花ふぶき女スリ三姉妹 第4作「妻殺しの証拠の財布を狙え!」（1990年、ANB）
- 世にも奇妙な物語 「自動振込」（1990年、CX） - 戸田
- ナースステーション（1991年、TBS） - 小野寺恭平
- デパート!夏物語 第5話「困った! 店でナンパするOLさま!!」（1991年、TBS） - 園田
- 四匹の用心棒 第4作「かかし半兵衛ひとり旅」（1992年、ANB / 東映） - 伊東将監茂晴 役
- 鬼平犯科帳 第4シリーズ 第9話「霧の七郎」（1993年、CX） - 上杉周太郎 役
- ドラマ新銀河（NHK）
  - 企業病棟（1994年） - 横見祐介
- 裸の大将 第66話（SP）「1万羽のツルを詐欺師に渡すな」（1994年、CX）
- 殿さま風来坊隠れ旅（1994年、ANB） - 若年寄・田沼山城守意知
- 土曜ドラマ（NHK）
  - 家族旅行（1995年） - 富田部長
- 火曜サスペンス劇場 / 刑事・鬼貫八郎 第5作「嫉み」（1995年、NTV） - 朝吹雅彦
- 新・半七捕物帳 第14話「絵馬」（1997年、NHK）- 丸太屋五兵衛
- 遠山の金さんVS女ねずみ 第1話（1997年、ANB / 東映）
- 月曜ドラマスペシャル→月曜ミステリー劇場→月曜ゴールデン（TBS）
  - 松本清張特別企画・聞かなかった場所（1997年） - 久保孝之助
  - 陰の季節 - 新堂隆義 
    - 第3作「密告」（2001年）
    - 第5作「事故」（2003年）

  - 十津川警部シリーズ 第22作「京都・恋と裏切りの嵯峨野」（2001年） - 石野警部（京都府警捜査一課 係長）
  - 税務調査官・窓際太郎の事件簿 第18作「浜松で一億円横領事件… 社長は自殺!? 老舗料亭の父と息子の確執に太郎が見た涙の真相とは!!」（2009年、Joker） - 山瀬孝信 役
  - 検察事務官 黒ユリ（2016年） - 中原守
- 新選組血風録（1998年、ANB） - 中村半次郎
- 連続テレビ小説 / やんちゃくれ（1998年 - 1999年、NHK） - 重光数馬
- 奇跡の人（1998年、NTV） - 稲村正三
- あぶない放課後 第9話「集団家出!!許されぬ恋」（1999年、ANB）
- ズッコケ三人組3（2001年、ETV） - 音羽警部補
- 金曜エンタテイメント→金曜プレステージ（CX）
  - 浅見光彦シリーズ 第11作「皇女の霊柩」（2001年） - 八木沢俊夫
  - 津軽海峡ミステリー航路 第6作（2007年） - 桐谷草介
- 女と愛とミステリー→水曜ミステリー9（TX）
  - 天使の傷痕（2001年） - 久松実
  - 湯けむり殺人案内 なんにも専務の名推理（2003年） - 亀田達樹（署長）
  - 多摩南署たたき上げ刑事・近松丙吉 第4作「細い赤い糸」（2004年） - 長谷川一郎
  - 信濃のコロンボ事件ファイル - 度会警部（長野県警千曲中央署） 
    - 第15作「愛するあまり」（2007年）
    - 第16作「願望の連環」（2008年）

  - 特命おばさん検事! 花村絢乃の事件ファイル 第3作（2014年） - 藤村至
- 新春ワイド時代劇 国盗り物語（2005年） - 土岐政頼
- こちら本池上署 第5シリーズ 第3話「本池上署爆破」（2005年、TBS） - 安田
- 新・桃太郎侍 第6話「毒殺された奥女中!! 姫君の秘めた決意!?」（2006年、EX） - 向井嘉門
- 日曜洋画劇場 / 柳生一族の陰謀（2008年、EX）- 老中・土井利勝
- 水戸黄門第39部 第15話「ホラ吹き娘の親孝行! -高千穂-」（2009年、TBS / C.A.L） - 大黒九右衛門
- 必殺仕事人2009 第20話「女の一分」（2009年、ABC） - 花田宗重
- 嵐がくれたもの （2009年、CX / THK） - 宇田川宗助
- ドラマスペシャル（EX）
  - 断絶（2009年） - 花輪敏明
  - 遺留捜査（2014年） - 森末敬一郎
- 刑事吉永誠一 涙の事件簿 第6話「信じた男は白か黒か5つの殺意と動機!!」（2013年、TX） - 小野寺佐助
- 木曜時代劇 / 吉原裏同心 最終話（2014年、NHK） - 勘助
- 佐武と市捕物控（2015年、BS日テレ） - 田所善兵衛
- 大岡越前3 最終話「天下の御前白洲」（2016年3月4日、NHK BSプレミアム） - 荒川左門
- 嫌な女 第3話（2016年、NHK BSプレミアム） - 橋本敬一郎
- 女たちの特捜最前線 第2話（2016年、EX） - 小田切直也
- 三屋清左衛門残日録 三十年ぶりの再会（2018年、時代劇専門チャンネル） - 小沼惣兵衛

### 映画
- 橋のない川 第二部（1970年） - 秀昭役- お寺の息子
- エロス+虐殺（1970年） - 和田究
- 裸の十九才（1970年） - 主演・山田道夫
- 讃歌（1972年） - 利太郎
- 野性の証明（1978年） - 渡会登
- トラック野郎・故郷特急便（1979年） - 垣内竜次
- 月光仮面（1981年） - 豊橋浩介
- 蒲田行進曲（1982年） - 橘
- きつね（1983年）
- 哀しい気分でジョーク（1985年） - ベン・村木
- 幕末青春グラフィティ Ronin 坂本竜馬（1986年） - 奇兵隊山縣有朋
- スタア（1986年） - 主演・島本匠太郎
- 瀬戸内少年野球団・青春篇 最後の楽園（1987年） - 江崎
- 本場ぢょしこうマニュアル 初恋微熱篇（1987年） - 小川悟
- 敦煌（1988年） - 尉遅光
- 女帝 春日局（1990年） - 稲葉正成
- もうひとつの原宿物語（1990年） - 大和田（芸能プロ社長）
- 極道戦争 武闘派（1991年） - ナレーター
- 課長島耕作（1992年） - 福田敬三
- 墨東綺譚（1992年） - 永井素川
- ゴジラvsメカゴジラ（1993年） - 佐々木拓也[3]
- やくざ道入門（1994年） - 南条
- 極道の妻たち 危険な賭け（1996年） - 海原泰明
- ズッコケ三人組 怪盗X物語（1998年） - 音羽警部補
- 極道の妻たち 死んで貰います（1999年） - 半沢友明
- 安藤組外伝 掟（2000年） - 二代目佐久間組組長 長坂敬(初代佐久間組若頭)
- 実録・安藤昇侠道伝 烈火（2002年） - 広域暴力団組長
- ふくろう（2004年） - ダム監督
- 草の乱（2004年） - 山縣有朋
- IZO（2004年） - 判事
- 長州ファイブ（2006年） - 村田蔵六（大村益次郎）
- I LOVE 湯! (2006年） - 黒鐘頑光
- 石内尋常高等小学校 花は散れども（2008年） - 撮影隊の監督
- TWILIGHT FILE VI （2009年7月公開、ミライ）
  - Quarter（脚本・監督:小川典） - 澤村修平
  - Wednesday 〜アナザーワールド〜（脚本・監督:東真司） - 義元宗徳
  - 冬の怪談〜ぼくとワタシとおばあちゃんの物語〜（脚本・監督:上野コオイチ） - 風間貫太郎
- 踊る！ホラーレストラン（2019年、オフィスルゥ、フィルムメーカーズクラブ） - 加賀美晃志郎[14]
- めぐみへの誓い（2021年2月19日公開／原作･脚本･監督：野伏翔）- 横田滋
- HOSHI 35/ホシクズ（2023年） - ヒムロ [15]
- カオルの葬式（2024年） - 寺の住職[16]

### Vシネマ
- 真・仮面ライダー 序章（1992年、東映ビデオ） - 氷室巌
- 雀鬼 ／裏麻雀勝負！20年間無敗の男（1992年） - 倉田
- 平成ハレンチ学園
- 江戸むらさき特急（1994年） - 桃太郎侍、監督
- 必殺始末人II 乱れ咲く女役者の夢舞台（1997年） - 丈太郎
- 内閣特務捜査官ORDER2（1998年） - 内閣特別調査室 堂本室長
- 真・雀鬼 シリーズ（2001年） - 青田 
  - 真・雀鬼6 復讐への対局（2001年2月16日）
  - 真・雀鬼7 さらば友よ、引き裂かれた麻雀（2001年5月18日）
- 修羅の軍団（2006年）
- 表と裏（2015年 - 2016年）全6作 - 竜神会六代目総長 神山直介
- 織田同志会 織田征仁1・2・3（2020年） - 相模会会長 河重義春

### 舞台
- アンナ・カレーニナ - ヴロンスキー
- ドラキュラ - ハーシー
- にごり江 - 旦那
- 幻に心もそぞろ狂おしのわれら将門 - 平将門（1989年　シアターアプル）
- スタア - 島本匠太郎（1990年、新神戸オリエンタル劇場）
- 王女メディア - イアソン（1992年、蜷川幸雄演出、サンシャイン劇場）
- マクベス - マクダフ
- 夏の夜の夢 - オーベロン・シーシュース（1992年、蜷川幸雄演出）
- 坂本龍馬 - 主役（1992年、新神戸オリエンタル劇場）
- 四谷怪談 - なおすけ
- 元禄港歌 - 主役の弟（1999年-2000年、蜷川幸雄演出、全国巡演）
- 悪女について - 主役の後見（2001年）
- ジュリアス・シーザー - シーザー（2002年、野伏翔演出）
- 喜劇　おためし遊ばせ - 主役の夫（2004年、池田政之演出）
- 多重人格探偵サイコ - 笹山徹
- 十二夜 - マルヴォーリオ（2008年　兵庫県立ピッコロ劇団）
- 三人姉妹 - ヴェルシーニン（2008年、ピッコロ劇団　三輪えり花演出）
- 喜劇　耳かきお蝶 - 主役の後見（2009年、松竹）
- 検察官 - 市長（2011年、セミョーン・ブーリバ演出）
- めぐみへの誓い-第二章・奪還- - 横田滋（2013年　俳優座劇場）
- Kawai Project Vol.3「ゴドーを待ちながら」 - ヴラディーミル 役[17]（2016年）
- 劇団桟敷童子「翼の卵」（2018年　すみだパークスタジオ倉　東憲司演出）
- 劇団桟敷童子「骨ノ憂鬱」（2019年　すみだパークスタジオ倉　東憲司演出）
- 劇団桟敷童子「花トナレ」（2020年、すみだパークシアター倉　東憲司演出）

### テレビアニメ
- それいけ!ズッコケ三人組（2004年） - 怪盗X[18]

### 劇場アニメ
- どんぐりの家（1997年） - 田崎茂
- 風を見た少年（2000年） - タバル[19]
- ハウルの動く城（2004年） - ヒン[20]

### 吹き替え
- 刑事コロンボ「愛情の計算」（1974年） - ニール・ケイヒル

### エッセイ
- いじめなんかじゃ、くたばるもんか!　原田大二郎家の格闘二十年（妻の規梭子（前述）との共著、ハローケイエンターテインメント、1995年11月）

### ラジオ
- 光る海（1999年・NHK-FM 「FMシアター」“劇作家シリーズ”松田正隆・作）
- 流星倶楽部（2006年・ABCラジオ・文化放送）
  - 第21&22回「走れ!彗星ランナー」 陸上部監督・末長武 役
- 原田大二郎のとれたて美味いもの市！（2023年・全国AM数局のみ）

### バラエティ
- クイズなっとく歴史館（CX） - 司会
- クイズ!!ひらめきパスワード（MBS / TBS） - 山城新伍司会時代のレギュラー解答者
- ダウンタウンのごっつええ感じ（CX）
- 天才・たけしの元気が出るテレビ!!（NTV）
- 森田一義アワー 笑っていいとも!（1990年4月 - 9月、CX） - 水曜レギュラー、タモリ夏休み時の司会代行
- 原田大二郎の木曜相談室（2002年1月 - 3月、UHB）
- 熱血テレビ（KRY） - 番組の司会者だった井上雪彦と親しかった。
- ローカル番組内コーナー「山口湯けむり味めぐり」（NHK山口放送局、2004年度）
- 住まい自分流（2008年11月、ETV）
- テレビショッピング「北海道とれたて!美味いもの市」 - ナレーション

### CM
- ライオン歯磨「バイタリス7000」
- 大正製薬「大正蚊とりマット」（1986年）
- サッポロ一番「元気なソース焼きそば」（1986年）
- 北海道とれたて！美味いもの市（ウインズウイン）-声のみ

### ゲーム
- ワンチャイコネクション 1994年、セガ、捜査本部長 役

## 演出
- 午前零時のネモ（TEAM　JACKPOT[リンク切れ]）